# كيلين وينسلو
كيلين وينسلو (بالإنجليزية: Kellen Winslow)‏ هو لاعب كرة قدم أمريكية أمريكي، ولد في 5 نوفمبر 1957 في سانت لويس في الولايات المتحدة.

## وصلات خارجية
- كيلين وينسلو على موقع مرجع كرة القدم المحترفة.كوم (الإنجليزية)
- كيلين وينسلو على موقع قاعة كاليفورنيا للمشاهير الرياضية (الإنجليزية)